# Les Temps Modernes
«Тан Модерн» (фр. Les Temps Modernes, «Новые времена») — французский литературно-политический журнал, основанный в октябре 1945 года Жаном-Полем Сартром. Под руководством Сартра стоял на позициях, близких к марксизму и экзистенциализму. Название журналу было дано в честь одноименного фильма Чарли Чаплина.
Сейчас журнал выходит ежемесячно в издательстве Галлимар. Первым главным редактором был сам Жан-Поль Сартр, в первую редколлегию входили такие известные фигуры, как Симона де Бовуар, Морис Мерло-Понти, Раймон Арон, Жан Полан. Впрочем, антикоммунист Арон вскоре перешёл в «Фигаро»; во время Корейской войны покинул редакцию и поправевший Мерло-Понти. В «Тан Модерн» впервые печатался текст «Второго пола» Симоны де Бовуар, а также многие молодые авторы, в том числе Сэмюэл Беккет на французском. В 1961 году в редакцию пришёл Андре Горц.
До настоящего момента вышло 582 номеров журнала, не считая специальных выпусков. Спецвыпуски включали номер 1946 года, в котором Сартр развенчивает распространённую идеализацию США, выпуск «Левые» (1955), в котором Клод Ланцман анализировал марксистскую философию Сартра, номер «Венгерская революция» (1956—1957) с критикой действий СССР, «Израильско-арабский конфликт» (1967), содержащий статьи авторов, представлявших обе стороны конфликта. Журнал активно поддерживал освободительные движения во французских колониях, включая Фронт национального освобождения (Алжир).
Нынешний главный редактор журнала — Клод Ланцман. Как и другое детище Сартра — журнал «Либерасьон», — политически журнал сохраняет левую направленность.